# Gary Pallister
Gary Andrew Pallister (Ramsgate, 30 de junho de 1965) é um ex-futebolista inglês que jogava como defesa central.

## Biografia
Revelado pelo Billingham Town, Gary iniciou a sua carreira profissional no Middlesbrough, em 1984. Em 1985 foi emprestado para o Darlington por sete jogos, depois disso retornou ao Middlesbrough, fazendo 156 jogos e marcando 5 golos na Liga Inglesa até 1989, antes de ser vendido ao Manchester United por 2.3 milhões de libras (um recorde na época).
Ao chegar ao Manchester United, fez dupla de centrais com Steve Bruce, e ao longo do tempo eles foram se firmando como uma das defesas mais solidas da época, ajudando os Red Devils a vencer a Copa da Inglaterra em 1989–90, o título da Taça dos Clubes Vencedores de Taças em 1990–91, a Copa da Liga Inglesa em 1991–92 e o primeiro título da era moderna do campeonato inglês (Premier League) na temporada 1992–93. Em maio de 1993 Gary Pallister marcou um golo no último jogo da temporada contra o Blackburn Rovers, numa cobrança de falta, que não era sua especialidade (as bolas eram o seu ponto forte).
Na temporada seguinte, o Manchester United foi campeão novamente, e Pallister ganhou o seu segundo título nacional e venceua FA Cup pela segunda vez.
Em 1994–95, o United ficou a um ponto de ganhar o título da Premier League pela terceira vez consecutiva, perdendo a liderança para o Blackburn Rovers, liderado por Alan Shearer. Mas o título veio na temporada seguinte, juntamente com outro título da FA Cup.
O seu último título nacional veio em 1996–97, com um 3 a 1 sobre o Liverpool em pleno Anfield Road, com 2 golos marcados por Pallister (de cabeça) e outro marcado por Andy Cole. Na sua última temporada no clube, Pallister e o Manchester United ficaram a um ponto de conquistar o título, perdendo para o Arsenal.
Em julho de 1998, Pallister se despediu do Manchester United como uma lenda do time, fazendo 438 jogos pelo clube e 15 golos em 9 anos, a sua vaga foi herdada pelo Holandes Jaap Stam, voltando ao Middlesbrough pouco depois.
Pallister ficou no Boro até a temporada 2000–01 e nesse período fez em 55 jogos e marcou 1 gol. Encerrou sua carreira 4 dias após completar 36 anos, devido a várias lesões.

## Carreira internacional
Pela Seleção Inglesa, Pallister jogou 22 vezes entre 1988 e 1996, sem marcar golos. Não foi lembrado para a Copa de 1990 e também foi esquecido para as Eurocopas de 1992 e 1996, esta última disputada em território inglês.

## Títulos
Manchester United
- Premier League: 1992–93, 1993–94, 1995–96, 1996–97[3]
- Copa da Inglaterra: 1989–90, 1993–94, 1995–96
- Copa da Liga Inglesa: 1991–92
- Supercopa da Inglaterra: 1990 (dividida com o Liverpool), 1993, 1994, 1996, 1997
- Taça dos Clubes Vencedores de Taças: 1990–91
- Supercopa da UEFA: 1991